# Zahediyeh
L’Ordre soufi Zahediyeh a été fondé par Sheikh Zahed Gilani de Lahijan.

## Histoire
L'ordre soufi Zahediyeh a été fondé par Zahed Gilani de Lahijan. Précurseur de la tariqa Safaviyya, qui devait encore culminer avec la dynastie safavide, l'ordre Zahediyeh et son murshid, le cheikh Zahed Gilani, occupent une place à part dans l'histoire de l'Iran.
Les origines de l'ordre remontent à Zarrīn, l'une des six grands-mères ancestrales des Mangur (tribus), ainsi qu'à Muhammad.